# Actinium
L’actinium est un élément chimique de la famille des actinides, de symbole Ac et de numéro atomique 89.
Son nom vient du grec ancien ἀκτίς / aktís (au génitif ἀκτῖνος / aktīnos), « rayon de soleil », évoquant le caractère lumineux de cet élément. L’actinium a été découvert par André-Louis Debierne en 1899 dans des mélanges d’oxydes de terres rares.
Le corps simple actinium est un métal blanc argenté et mou. On l’extrait en petites quantités des minerais d’uranium (c’est un produit de la chaîne de désintégration de 235U) ou par réaction nucléaire.

## Isotopes
L'actinium possède 31 isotopes connus, de 206Ac à 236Ac, mais aucun n'est stable. Deux isotopes sont présents dans la nature, 227Ac et 228Ac, tous deux produits de désintégration intermédiaires de, respectivement, 235U et 238U. 228Ac est extrêmement rare, et presque tout l'actinium naturel est présent sous la forme d'227Ac.
Les isotopes les plus stables sont 227Ac avec une demi-vie de 21,772 ans, 225Ac avec une demi-vie de 10,0 jours et 226Ac avec une demi-vie de 29,37 heures. Tous les autres isotopes ont une demi-vie inférieure à 10 heures, et la plupart inférieure à une minute.

## Caractéristiques chimiques

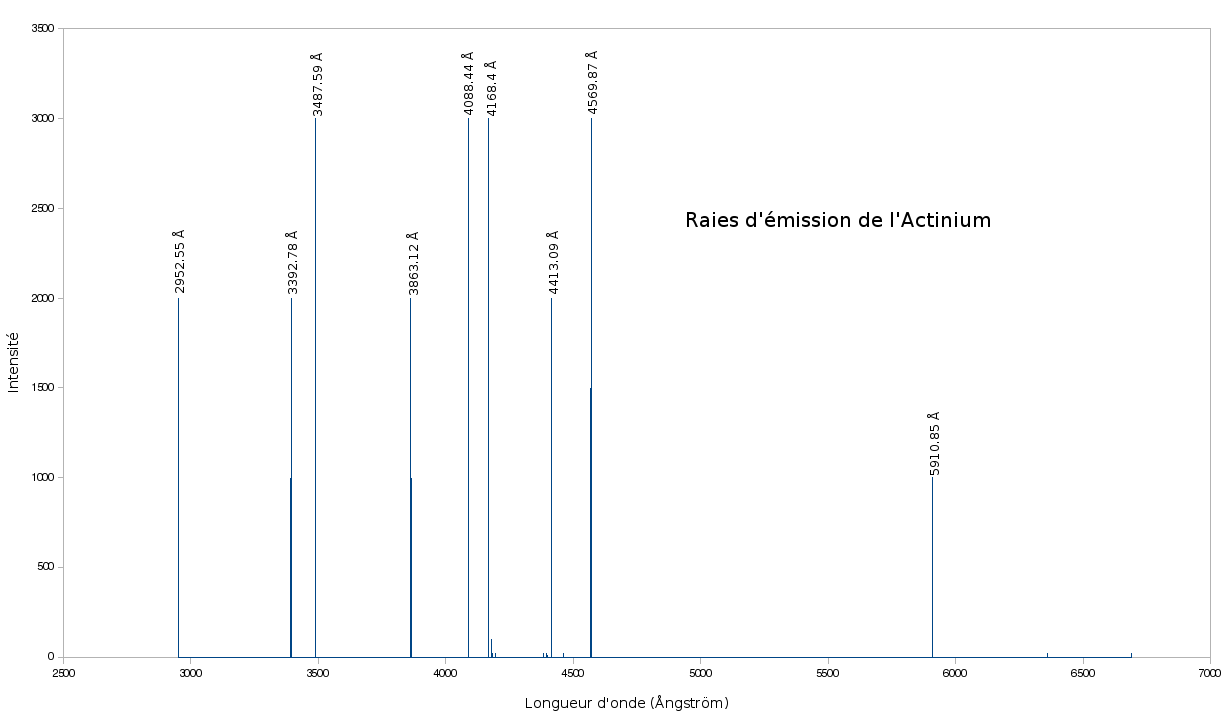
Raies spectrales de l'actinium.

L’actinium a des propriétés chimiques similaires au lanthane et aux autres lanthanides, et est donc difficile à séparer de ces éléments par extraction des minerais d’uranium. L’extraction par solvant et la chromatographie ionique sont généralement utilisées pour cette séparation.
Premier élément des actinides, l’actinium a donné son nom au groupe, comme le lanthane pour le groupe des lanthanides. Le groupe des actinides est plus varié que celui des lanthanides et ce n’est donc qu'en 1928 que Charles Janet a proposé la modification la plus significative du tableau périodique de Dmitri Mendeleev depuis la reconnaissance des lanthanides en présentant les actinides. Cela fut à nouveau suggérée en 1945 par Glenn T. Seaborg.
Comme la plupart des actinides, l’actinium existe au nombre d’oxydation +3, et les ions Ac3+ sont incolores en solution. Le degré d’oxydation +3 provient de la configuration électronique [Rn]6d17s2 de l’actinium, avec trois électrons de valence qui peuvent facilement être cédés pour donner la structure complète du radon. Le rare degré d’oxydation +2 est seulement connu pour le dihydrure d'actinium.

## Le corps simple
L'actinium est un métal, radioactif mou de couleur blanc-argenté. Son module de cisaillement est similaire à celui du plomb. Du fait de sa forte radioactivité, l’actinium brille dans le noir d’une lueur bleu pâle, venant de l’air environnant ionisé par les particules énergétiques qu’il émet.
L’actinium réagit rapidement avec l’oxygène et l’humidité de l’air, formant une pellicule blanche d’oxyde d’actinium empêchant la poursuite de l'oxydation du métal (passivation).

## Utilisations
Les utilisations actuelles de l'actinium sont liées à sa très forte radioactivité, 150 fois supérieure à celle du radium :
- source de neutrons ;
- générateur thermoélectrique à radioisotope.